# Майами Харрикейнс (баскетбол)
Майами Харрикейнс (англ. Miami Hurricanes) — баскетбольная команда, представляющая Университет Майами в первом баскетбольном мужском дивизионе NCAA. Располагается в пригороде Майами Корал-Гейблс (штат Флорида). В настоящее время команда выступает в конференции Атлантического Побережья. Домашние игры проводит в «Бэнк Юнайтед-центре».
Мужская баскетбольная команда в университете была основана в 1926 году, но с 1971 по 1985 год не поддерживалась университетом. В 1985 году «Харрикейнс» возобновили своё участие в студенческом чемпионате, в 1991 году присоединились к конференции Big East, а в 2000 году впервые в своей истории стали победителем регулярного чемпионата конференции. В 2004 году все спортивные программы университета были переведены в конференцию Атлантического Побережья, а в 2013 году «Харрикейнс» стали победителями регулярного чемпионата и турнира конференции ACC. За свою историю команда трижды выходила в раунд «Sweet 16» турнира NCAA (1999/00, 2012/13 и 2015/16).

## Знаменитые игроки

### Закреплённые номера
| №  | Игрок           | Годы в команде | Год закрепления |
| -- | --------------- | -------------- | --------------- |
| 24 | Рик Бэрри       | 1962-1965      | 1976            |
| 40 | Тим Джеймс      | 1995-1999      | 1999            |
| 13 | Дик Хикокс      | 1958-1961      | 2010            |
| 11 | Дон Курнатт     | 1967-1970      | 2010            |
| 33 | Джек Макклинтон | 2006-2009      | 2010            |

### Индивидуальные награды игроков
Награда Люта Олсона
- Шейн Ларкин (2013)[1]

Баскетболист года конференции Atlantic Coast
- Шейн Ларкин (2013)[2]

Баскетболист года конференции Big East
- Тим Джеймс (1999)[3]

## Достижения
- 1/8 NCAA: 2000, 2013, 2016
- Участие в NCAA: 1960, 1998, 1999, 2000, 2002, 2008, 2013, 2016, 2017, 2018
- Победители турнира конференции: 2013
- Победители регулярного чемпионата конференции: 2000, 2013